# 大和剛
大和剛（1969年12月17日—），原名喬治·卡里瑪，美國夏威夷歐胡島出身的前大相撲力士。身高190cm、體重191kg。最高位置是西前頭12枚目（1997年3月場所）。所屬的相撲部屋是間垣部屋。

## 生涯
大和剛生於夏威夷，和未來的橫綱曙太郎是同學。
他於1990年11月首次比賽。他的兄弟格倫兩個月後加入，以大浪的名義參加比賽。1995年3月，大和晉升為十兩，達到了受薪的關取級別。他於1997年1月進入幕內級，這是自1983年間垣部屋重新成立以來第一位幕內力士。他在首次亮相時創造了8勝7負的成績，並在那裡進行了七場比賽。但在998年3月的比賽因危及生命的肺炎被逼退出比賽，被降回十兩，他在5月份仍然沒有完全康復，他以1-14的戰績輸掉了比賽，並且落到無薪的幕下級別，就在7月份的比賽之前，他被一輛汽車撞到，並被迫再次退出。這讓他落到了幕下的底部(東幕下49枚目)。在9月以5-2的比分結束後，他決定退役，並在東京的六本木區開了他自己的餐廳Kama'āina's。
儘管大和在排名中從未達到足夠高的級數以在比賽中面對橫綱，但他曾在稽古中連續八次擊敗貴乃花。